# Фалілєєво (Кінгісеппський район)
Фалілєєво (рос. Фалилеево) — присілок у Кінгісеппському районі Ленінградської області Російської Федерації.
Населення становить 1062 особи. Належить до муніципального утворення Фалілєєвське сільське поселення.

## Історія
Згідно із законом від 28 жовтня 2004 року № 81-оз належить до муніципального утворення Фалілєєвське сільське поселення.

## Населення
| 2007 | 2010 | 2017  |
| ---- | ---- | ----- |
| 1091 | ↘831 | ↗1062 |